# 39e division d'infanterie (Empire allemand)
Pour les articles homonymes, voir 39e division.
La 39e division d'infanterie est une unité de l'armée allemande qui combat lors de la Première Guerre mondiale. Au début de la guerre, elle forme avec la 30e division d'infanterie le 14e corps d'armée  rattachée à la 8e armée allemande. Elle combat en Alsace, puis en Lorraine avant d'être transférée sur l'Aisne, puis dans les Flandres. En 1915, la 39e division est engagée dans la bataille d'Ypres.
En 1916, la 39e division est une des divisions engagée dans les premiers jours de la bataille de Verdun dans la plaine de Woëvre puis vers Vaux. En octobre, elle est déplacée et engagée sur la Somme. Elle occupe ensuite au cours de l'année 1917 un secteur du front en Champagne avant de combattre à la bataille de Passchendaele. En 1918, la 39e division d'infanterie fait partie des divisions engagée dans l'offensive Michael, puis lors de la bataille de la Lys. Elle participe ensuite aux combats défensifs de l'armée allemande au cours de l'été et de l'automne. Après la signature de l'armistice, la division est transférée en Allemagne où elle est dissoute au cours de l'année 1919.

## Première Guerre mondiale

### Composition
Les 171e et 172e régiments d'infanterie sont recrutés dans le district du Rhin, comprenant le grand-duché de Bade, La Hesse du Rhin et la province du Rhin. Le 126e régiment est recruté dans le royaume de Wurtemberg.

#### Temps de paix, début 1914
- 61e brigade d'infanterie (Strasbourg)

132e régiment d'infanterie (de) (Strasbourg)
126e régiment d'infanterie (Strasbourg)
- 82e brigade d'infanterie (Colmar)

171e régiment d'infanterie (de) (Colmar)
172e régiment d'infanterie (Neuf-Brisach)
- 39e brigade de cavalerie (Colmar)

14e régiment de dragons (Colmar)
3e régiment de chasseurs à cheval (Colmar)
- 39e brigade d'artillerie de campagne (Colmar)

66e régiment d'artillerie de campagne
80e régiment d'artillerie de campagne

#### Composition à la mobilisation - 1915
- 61e brigade d'infanterie

132e régiment d'infanterie
126e régiment d'infanterie
- 82e brigade d'infanterie

171e régiment d'infanterie
172e régiment d'infanterie
- 39e brigade d'artillerie de campagne

66e régiment d'artillerie de campagne
80e régiment d'artillerie de campagne
- 14e bataillon de chasseurs à pied (de)
- 14e régiment de dragons (régiment de dragons de la Marche Électorale)
- 2e et 3e compagnies du 15e bataillon de pionniers

#### 1916
- 61e brigade d'infanterie

126e régiment d'infanterie
132e régiment d'infanterie
172e régiment d'infanterie
- 39e brigade d'artillerie de campagne

66e régiment d'artillerie de campagne
80e régiment d'artillerie de campagne
- 2 escadrons du 8e régiment de hussards de réserve
- 2e et 3e compagnies du 15e bataillon de pionniers

#### 1917
- 61e brigade d'infanterie

126e régiment d'infanterie
132e régiment d'infanterie
172e régiment d'infanterie
- 39e commandement divisionnaire d'artillerie

80e régiment d'artillerie de campagne
- 2 escadrons du 8e régiment de hussards de réserve
- 131e bataillon de pionniers

#### 1918
- 61e brigade d'infanterie

126e régiment d'infanterie
132e régiment d'infanterie
172e régiment d'infanterie
- 39e commandement divisionnaire d'artillerie

80e régiment d'artillerie de campagne
406e bataillon d'artillerie à pied
- 5 escadrons du 9e régiment de dragons
- 136e bataillon de pionniers

### Historique
Au déclenchement du conflit, la 39e division d'infanterie forme avec la 30e division d'infanterie le XVe corps d'armée rattaché à la VIIe armée allemande.

#### 1914 - 1915
- 2 - 9 août : action de couverture sur la frontière française dans les Vosges, combats au col du Bonhomme.
- 9 - 10 août : engagée dans la bataille de Mulhouse, progression vers Cernay et Mulhouse, les troupes françaises sont repoussées.
- 11 - 18 août : organisation défensive du terrain.
- 19 - 22 août : retrait du front, transport par V.F. vers Dabo, engagée dans la bataille de Morhange, combats autour de Abreschviller.
- 23 août - 9 septembre : poursuite de l'avancée, le 31 août la frontière française est franchie. Puis combats défensifs devant la progression des unités françaises.
- 9 - 17 septembre : retrait du front, transport par V.F. vers Laon, puis mouvement vers Craonne.
- 18 - 24 septembre : engagée dans la bataille de l'Aisne entre Craonne et Ailles.
- 24 septembre - 19 octobre : occupation et organisation du secteur du front entre Craonne et Ailles.
- 20 - 31 octobre : retrait du front, mouvement vers le nord autour de Lille.
- 1er novembre 1914 - 8 janvier 1916 : occupation et organisation d'un secteur sur le front de l'Yser.

avril 1915 : le 171e régiment d'infanterie est transférée à la 115e division d'infanterie nouvellement créée.
22 avril - 25 mai : engagée dans la bataille d'Ypres
25 septembre : combats violents, fortes pertes.

#### 1916
- 8 janvier - 20 février : retrait du front, transport par V.F. vers Verdun, repos et instruction dans la région de Piennes, d'Étain, d'Ornel et de Senon.
- 21 février - 16 octobre : engagée dans la bataille de Verdun dans le secteur de la plaine de Woëvre. Faibles pertes dans les premiers temps de la bataille.

8 mars : le 132e régiment d'infanterie attaque dans le secteur du village de Douaumont.
18 mars : attaque sur le bois de la Caillette avec des pertes très élevées.
11 juillet : participation à la dernière attaque allemande sur Verdun.
18 août : actions locales meurtrières dans le secteur de Vaux.
- 17 - 28 octobre : retrait du front, transport par V.F. vers la Somme ; réorganisation.
- 29 octobre - 11 novembre : engagée dans la bataille de la Somme, combats violents dans le secteur de Sailly-Saillisel lors de la dernière attaque française, avec de lourdes pertes.
- 12 novembre - 7 décembre : retrait du front, transport par V.F. vers Verdun ; repos.
- 8 - 20 décembre : occupation d'un secteur entre la route de Louvemont et le bois Chaufour.

15 décembre : attaque française.
- 21 décembre 1916 - 9 janvier 1917 : retrait du front, repos et réorganisation.

#### 1917
- 10 janvier - mars : occupation d'un secteur dans la région de Ville-sur-Tourbe.
- mars - 10 mai : mouvement de rocade, occupation d'un secteur en Champagne dans la région de Cernay-en-Dormois.

27 mars : attaque.
28 mars - 10 mai : occupation d'un secteur à Massiges.
- 11 mai - 5 juillet : retrait du front, mouvement et occupation d'un nouveau secteur à proximité de Reims, entre Loivre et Berry-au-Bac.
- 5 - 15 juillet : retrait du front, repos dans la région de Asfeld.
- 15 juillet - 12 octobre : occupation d'un secteur vers Fontaine-lès-Croisilles, puis en septembre dans la région de Loos-en-Gohelle.
- 13 octobre - 21 novembre : retrait du front, engagée dans la bataille de Passchendaele dans le secteur de Passchendaele puis dans le secteur de Bécelaere.
- 22 novembre 1917 - 25 février 1918 : retrait du front, mouvement en Artois et occupation d'un secteur vers le canal de La Bassée.

#### 1918
- 26 février - 15 mars : relève par la 44e division de réserve, repos et instruction dans la région de Sequedin, mise en réserve par l'OHL[3].
- 15 - 20 mars : mouvement par étapes de la région de Lille vers la région de Cambrai, en réserve de la VIe armée allemande.
- 21 mars - 6 avril : engagée dans l'offensive Michael.

21 -23 mars : initialement en seconde ligne derrière la 20e division d'infanterie, la 39e division entre en ligne le soir du 21 mars dans la région de Beaumetz-lès-Loges.
24 - 28 mars : retrait du front, repos en seconde ligne.
29 mars - 6 avril : à nouveau en ligne, progression lente vers Hébuterne. Relevée par la 26e division d'infanterie.
- 6 - 12 avril : retrait du front, repos dans la région de Cambrai.
- 12 - 17 avril : mouvement par étapes vers les Flandres dans la région de Estaires.
- 18 - 29 avril : placée en réserve de l'armée.
- 30 avril - 26 mai : relève de la 12e division d'infanterie[4], engagée dans la bataille de la Lys au Nord-Ouest de Merville.
- 27 mai - 3 juillet : relevée par la 44e division de réserve[4], repos dans la région de Lille.
- 3 - 13 juillet : relève la 48e division de réserve[4], occupation d'un secteur vers Vieux-Berquin.
- 14 juillet - 3 août : relevée par la 187e division d'infanterie[4], repos et instruction dans la région de Haubourdin.
- 3 - 30 août : relève de la 185e division d'infanterie, occupation d'un secteur vers Neuville-Vitasse. Combats violents, la division déplore la perte de 1 300 prisonniers et est repoussée sur Chérisy[4].
- 31 août - 18 septembre : retrait du front, repos dans la région de Aniche.
- 19 - 28 septembre : en ligne dans le secteur de Écourt-Saint-Quentin, devant la pression des troupes alliées, la division est repoussée sur Palluel. Relevée par la 58e division d'infanterie[4].
- 28 septembre - 25 octobre : transport par V.F. le 28 septembre de Roulers à Menin. En ligne à l'Est de Gheluvelt, puis repli vers Vichte.
- 25 - 31 octobre : repos dans la région de Audenarde.
- 1er - 11 novembre : relève de la 23e division de réserve dans le secteur de Nukerke[4]. Après la signature de l'armistice, la division est transférée en Allemagne où elle est dissoute au cours de l'année 1919.

## Chefs de corps
| Grade                        | Nom                                | Date                             |
| ---------------------------- | ---------------------------------- | -------------------------------- |
| Generalleutnant              | Maximilian von Sommer              | 1er avril 1899- 15 juin 1901     |
| Generalmajor/Generalleutnant | Karl Litzmann                      | 16 juin 1901 - 11 septembre 1902 |
| Generalleutnant              | Bruno von Mudra                    | 27 août 1907 - 2 mars 1910       |
| Generalleutnant              | Ernst von Bacmeister (de)          | 3 - 21 mars 1910                 |
| Generalleutnant              | Curt von Pavel                     | 22 mars 1910 - 21 mars 1912      |
| Generalmajor/Generalleutnant | Theodor von Watter                 | 22 mars 1912 - 30 août 1914      |
| General der Infanterie       | Hugo von Kathen                    | 30 août - 20 décembre 1914       |
| Generalleutnant              | Hermann Karl von Bertrab (de)      | 21 décembre 1914 - avril 1917    |
| Generalmajor                 | Richard Münter                     | avril - novembre 1917            |
| Generalleutnant              | Julius Ritter und Edler von Davans | novembre 1917 - novembre 1918    |